# Triaenodes empheirus
Triaenodes empheirus là một loài Trichoptera trong họ Leptoceridae. Chúng phân bố ở miền Australasia.